# Помнить всё
«Помнить всё» (англ. Unforgettable) — американский детективный сериал по мотивам рассказа Дж. Роберта Леннона The Rememberer. Премьера состоялась 20 сентября 2011 года на CBS.

## Сюжет
Кэрри Уэллс (Поппи Монтгомери) — нью-йоркский детектив, у которой гипертемизия, медицинский феномен, дающий ей способность помнить всё.
Сериал начинается с того, что Кэрри работает волонтёром в доме для престарелых, где ухаживает в том числе и за своей матерью. Увы, мать не помнит Кэрри. Она вообще всё очень быстро забывает.
Когда-то девушка работала в паре с Элом в полиции Сиракьюс, но они не смогли раскрыть дело об убийстве сестры Кэрри, Рэйчел. Когда дело закрыли, Кэрри, виня себя и Эла, бросила работу в полиции. Убийство соседки сталкивает её с бывшим напарником и бойфрендом Элом Бернсом, который берёт Уэллс в полицию в качестве консультанта в отдел убийств, Квинс, Нью-Йорк.
Во втором сезоне Кэрри и Эла переводят в отдел особо тяжких преступлений.
Поппи Монтгомери рассказывает о первом сезоне: «Я Кэрри Уэллс. Лишь немногие люди в мире имеют способность запоминать все. Я одна из них. Выберите любой день моей жизни, и я расскажу вам, что я видела или слышала: лица, разговоры, улики (что очень удобно, когда вы коп). Если я что-то пропустила в первый визит, то я могу вернуться туда в памяти и снова посмотреть. Моя жизнь … незабываема».
Через весь первый сезон проходит тема убийства старшей сестры Кэрри — Рейчел. Это единственный случай, когда фотографическая память мисс Уэллс даёт сбой. Она помнит лежащую в луже девочку, помнит силуэт мужчины над собой и… всё.

## В ролях
| Актёр               | Персонаж            | Сезоны    | Сезоны    | Сезоны    | Сезоны    |
| Актёр               | Персонаж            | 1         | 2         | 3         | 4         |
| ------------------- | ------------------- | --------- | --------- | --------- | --------- |
| Поппи Монтгомери    | Кэрри Уэллс         | Регулярно | Регулярно | Регулярно | Регулярно |
| Дилан Уолш          | Эл Бернс            | Регулярно | Регулярно | Регулярно | Регулярно |
| Кевин Ранкин        | Ро Сандерс          | Регулярно |           |           |           |
| Майкл Гастон        | Майк Костелло       | Регулярно |           |           |           |
| Дайя Вайдя          | Нина Инара          | Регулярно |           |           |           |
| Джейн Куртин        | Джоан Вебстер       | Регулярно | Регулярно | Регулярно |           |
| Даллас Робертс      | Элиот Дэлсон        |           | Регулярно | Регулярно | Гость     |
| Тони Сайпресс       | Шери Роллинз-Мюррей |           | Регулярно | Регулярно |           |
| Джеймс Хироюки Лиао | Джей Ли             |           | Регулярно | Регулярно | Регулярно |
| Ла Ла Энтони        | Делина Майклз       |           |           |           | Регулярно |
| Э.Х. Бонилья        | «Денни» Падилья     |           |           |           | Регулярно |
| Кэти Наджими        | Сандра Руссо        |           |           |           | Регулярно |

### Второстепенные персонажи
- Бритт Лауэр — Таня Ситковски, специалист в области информационных технологий, которая работает с группой.
- Омар Метуолли — Адам Гилрой, помощник окружного прокурора, который не знает о гипертимезии у Кэрри. Иногда помогает группе.
- Дианна Данаган — Элис Уэллс, мать Кэрри, страдающая болезнью Альцгеймера.
- Джеймс Урбаняк — Уолтер Морган[2].
- Борис Коджо

### Гостевые персонажи
- Элиас Котеас — Сэм Роудс, бывший полицейский[2].

## Список эпизодов
| Сезон | Сезон | Эпизоды | Оригинальная дата показа | Оригинальная дата показа | Рейтинг Нильсена | Рейтинг Нильсена    | Телеканал |
| Сезон | Сезон | Эпизоды | Премьера сезона          | Финал сезона             | Ранк             | Зрители в США (млн) | Телеканал |
| ----- | ----- | ------- | ------------------------ | ------------------------ | ---------------- | ------------------- | --------- |
|       | 1     | 22      | 10 сентября 2011         | 8 май 2012               | 24               | 12.11               | CBS       |
|       | 2     | 13      | 28 июля 2013             | 9 мая 2014               | 36               | 9.05                | CBS       |
|       | 3     | 13      | 29 июня 2014             | 14 сентября 2014         | TBA              | TBA                 | CBS       |
|       | 4     | 13      | 27 ноября 2015           | 29 января 2016           | TBA              | TBA                 | A&E       |

## Производство
Сериал основан на коротком рассказе Дж. Роберта Леннона «Забытый». Консультантом сериала выступила актриса Мэрилу Хеннер, которая, как и главная героиня сериала Кэрри Уэллс, имеет гипертемизию. Она появилась в сериале в эпизоде «Золотая птица» в роли тети Кэрри Уэллс.

## Закрытия и возобновления сериала
- Премьера состоялась 20 сентября 2011 года. После первого сезона, 13 мая 2012 года CBS закрыл сериал. Однако, студии TNT и Lifetime выразили свой интерес в том, чтобы забрать его себе.
- 29 июня 2012 было объявлено о возобновлении сериала на 2 сезон. Дата начала показа — 28 июля 2013 года. 27 сентября 2013 было объявлено, что CBS продлил сериал на третий сезон[7], премьера была назначена на 29 июня 2014 года.[8]
- 10 октября 2014 года CBS закрыл сериал после трех сезонов[9], однако позже, в феврале 2015, A&E подобрал проект для четвертого сезона[10].
- В феврале 2016 года A&E закрыл сериал.